# 카르디아의 에우메네스

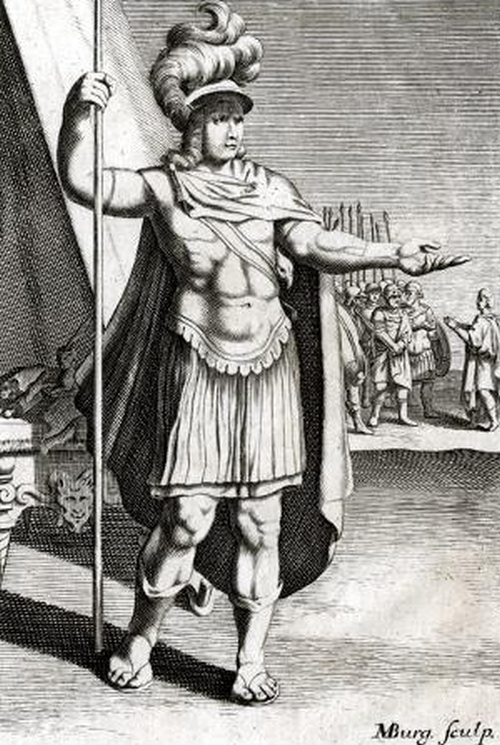

카르디아의 에우메네스(고대 그리스어: Ευμένης, ca. 기원전 362년 ~ 기원전 316년)는 고대 그리스의 장군이자 학자이다. 그는 마케도니아 왕국 아르가이 왕조의 후원자로 디아도코이 전쟁에 참전했다.

## 생애
그는 트라키아 반도 내의 카르디아 출신이다. 아주 이른 나이에 그는 마케도니아의 필리포스 2세에게 서기로 등용되었다. 필리포스 2세의의 죽음 이후에는 알렉산드로스 대왕의 페르시아 원정에 동행했다. 기원전 323년, 알렉산드로스 대왕이 급사하자, 이후에는 알렉산드로스 대왕의 아들 알렉산드로스 4세를 도와 많은 수의 마케도니아와 그리스 병사들을 이끌고 싸웠다. 제국의 계속되는 내전 끝에 영토를 분배할 때 카파도키아와 파플라고니아가 에우메네스에게 할당되었다. 그러나 그때는 아직 그 지방이 마케도니아 제국에 정복되지 않았기 때문에 페르디카스는 레온나토스와 안티고노스에게 에우메네스를 위해 카파도키아와 파플라고니아를 정복할 것을 명령했다. 그러나 안티고노스는 그 명령을 무시하고, 레오니다스는 에우메네스에게 자신의 헛된 야망에 참여해줄 것을 요청하였으나 실패했다.
에우메네스는 페르디카스와 합류한 이후 카파도키아를 점령하였다. 라미아 전쟁에서 그리스를 정복해낸 크라테로스와 안티파트로스가 페르디카스의 힘을 전복하기 위하여 아시아로 통과하기로하며 처음으로 겨냥한 곳은 카파도키아였다. 크라테로스와 아르메니아의 총독인 네오프톨레모스는 기원전 321년에 헬레스폰트 근처에서의 전투에서 에우메네스에게 완전히 격파당했다. 네오프톨레모스는 전투 도중에 죽었고, 크라테로스는 전투에서 얻은 부상 때문에 죽었다.
그러나 이집트에서 페르디카스가 자신의 군대에 의해 죽임을 당한 이후에 (에우메네스는) 마케도니아 장군들에 의해 사형을 선고 받았고, 안티파트로스와 안티고노스가 에우메네스를 처리하는 임무를 할당받았다.
에우메네스는 자신의 부하에게 배신당한 뒤 카파도키아와 리카오니아 경계에 있는 강력한 성 노라로 도망쳤고, 그곳에서 안티파트로스의 죽음으로 그의 경쟁자들이 혼란에 빠진 틈을 탈 때까지 1년 이상을 머물게 된다. 안티파트로스는 섭정을 지위를 자신의 아들 카산드로스를 대신하여 자신의 친구 폴리페르콘에게 넘겨주었다. 따라서 카산드로스는 안티고노스와 프톨레마이오스와 동맹을 맺었고, 반면에 에우메네스는 폴리페르콘과 동맹을 맺었다. 따라서 그는 노라를 벗어날 수 있게 되었고, 곧 시리아와 포에니키아를 위협했다.
기원전 318년에 안티고노스는 에우메네스에 반대하여 진군했고, 에우메네스는 그 지방의 사트라프와 합류하기 위해 티그리스강 너머의 동쪽으로 철수했다. 기원전 317년 파라이타케네와 기원전 316년 가비에네에서 있었던 고만고만한 두 번의 전투 이후에, 에우메네스는 안티고노스의 선동에 의해 자신의 군인들에게 배신을 당했다.

## 최후
플루타르코스와 디오도로스가 전하는 바에 의하면, 에우메네스는 전투에서는 승리했으나 그의 군대의 전리품을 잃었다. 그 전리품들은 마케도니아인 중 고참병(아르귀다스피라이 혹은 은방패라고 불리는)들의 30여 년간의 성공적인 전쟁 끝에 쌓아올린 것이었다. 그것들은 금이나 보석들뿐만이 아닌, 그리스 여인들과 아이들을 포함한 것이었다. 안티고노스는 은방패에게 에우메네스를 자신에게 넘긴다면, 자신은 이들을 돌려줄 것을 그들에게 제안했다. 은방패는 에우메네스를 넘겼다. 안티고노스는 약간의 숙고 끝에 자신의 적을 처형할 것을 명했다.

## 유산
마케도니아인 병사들은 공공연히 에우메네스를 의심했다. 그는 부정할 수 없는 뛰어난 역량을 지닌 장군이었으나, 그는 죽음에 이르기까지 단 한 번도 충심으로 똘똘뭉친 군대를 지휘해 본 적이 없었다. 그는 단 하나의 알렉산드로스 제국을 유지하기 위해 전력을 다한 유능한 장군이었으나, 그의 노력은 단지 그가 출신이 마케도니아인이 아니며, 장군이 아닌 문관 출신이라는 이유로 그를 증오하고 경멸하던 장군들과 사트라프(지방의 태수)들에 의해 좌절되었다. 에우메네스는 옳은 일을 위해 노력했지만 그는 무자비한 적과 자신의 군인에 의한 배신에 압도당한, 비극적인 인물이다.

## 같이 보기
- 파라나바조스 3세, 결혼한 친족
- 히스토리에 - 기생수를 그린 이와아키 히토시의 작품으로 주인공이 에우메네스이다.
- 플루타르코스
- 디오도로스